# Модульні збагачувальні установки
Модульні збагачувальні установки (рос. модульные обогатительные установки, нім. modular processing plants, concentrating modules, нім. Modulaufbereitungsanlagen f pl) – стаціонарні компактні збагачувальні установки, що включають основне і допоміжне устаткування для здійснення закінченого циклу обробки корисних копалин або певної групи операцій.

## Загальний опис
М.з.у. можуть працювати окремо або в паралельному поєднанні з однотипними М.з.у., кількість яких зумовлюється потрібною продуктивністю комплексу. 
За модульним принципом побудовані, наприклад, збагачувальні установки у складі драг. В залежності від призначення МЗУ можуть включати грохоти, щокові та конусні дробарки, важкосередовищні сепаратори, стержневі та кульові млини, магнітні сепаратори, флотаційні машини, пристрої вилуговування, фільтри та пластинчасті відстійники. У комплект також входять бункери, живильники, конвеєри, насоси, арматура, автономні ел. генератори, системи управління. 
Випуск МЗУ здійснює ряд фірм. Наприклад, Sepro Ltd. (Велика Британія) постачає все обладнання у стандартних контейнерах. МЗУ цієї фірми з продуктивністю 5 000 т/добу працює на золотих рудниках у Зах. Африці. Mineral Deposits Ltd. (Австралія) виготовляє МЗУ пропускною здатністю 2 – 250 т/год для потреб золотовидобутку, піщаних кар’єрів, переробки марганцевих та залізних руд, вугільних розрізів. Dowding Reynard and Associates (ПАР) змонтувала МЗУ для вилучення алмазів із залізистого гравію продуктивністю за сировиною 15 т/год. Ця МЗУ включає жирові концентраційні столи та рентгенівську сортувальну машину. МЗУ серії Caravan Mill заводу Sala Int. (Швеція) потужністю 50 – 100 т/год. відрізняються гнучкістю апаратурно-технологічної компоновки відповідно потребам будь-яких галузей гірничовидобувної промисловості. IHC Holland (Нідерланди) спеціалізується на модульних відсаджувальних машинах продуктивністю за твердим 32 т/год для вилучення золота на алювіальних розсипах. Ці МЗУ, як правило, мають 3 каскади флотації. 1-й включає 12 машин, 2-й – дві, 3-й – одну міні-машину. Саме така МЗУ працює у США для вторинного збагачення розсипів. Knelson Gold Concentrators Inc. (Канада) випускає вихрові концентратори, які здатні за 1 прохід вилучати з піску частинки золота розміром від 1 мм до 6 мм. Birtley Engineering Ltd. (Велика Британія) розробила МЗУ моделі Birtley Bulldog з камерним важкосередовищним сепаратором для промивки вугілля класу 6-150 мм продуктивністю 50 т/год. МЗУ на 20% скорочують капіталовкладення і на 50% витрати на монтаж. Їх застосування обмежене лише умовами перевезення дорогами та ріками. Особливо вигідні МЗУ для цілей рекреації природи після виробки родовищ, а також у випадках вирішення локальних задач по збагаченню корисних копалин. 